# Amnon Lipkin-Shahak
Amnon Lipkin-Shahak (en hebreo: אמנון ליפקין-שחק‎; Tel Aviv, Israel, 18 de marzo de 1944 - Jerusalén, Israel, 19 de diciembre de 2012) fue un político y militar israelí miembro del Knéset.

## Carrera militar
Lipkin-Shahak comenzó su servicio militar como un adolescente en la escuela militar de embarque en Haifa. Se alistó como un cabo en la brigada paracaidista en 1962, cumplió diversas posiciones de mando y, finalmente, se convirtió en comandante de brigada. Durante su servicio militar, fue condecorado dos veces con la Medalla de Valor por su conducta en la Operación Inferno, en Karamé, Jordania en 1968 como capitán; y en la Operación Primavera de Juventud, en Beirut, Líbano en 1973 como teniente coronel. Participó también en las negociaciones con los palestinos durante el gobierno de Yitzhak Rabin.
Lipkin-Shahak sucedió a Ehud Barak, convirtiéndose en el decimoquinto Comandante de las Fuerzas de Defensa de Israel en 1995. Como comandante, continuó las negociaciones con los palestinos y los sirios. La mayor parte de su mandato como Jefe de las Fuerzas de Defensa coincidió con Benjamín Netanyahu como primer ministro y con Yitzhak Mordechai como Ministro de Defensa. Su mandato estuvo marcado con mucha fricción entre él y sus superiores, al parecer debido a las diferencias políticas y a la falta de personal (Lipkin-Shahak se negó a nombrar a Mordechai, un General de División, como su adjunto cuando fue nombrado Jefe de las Fuerzas de Defensa, causando que Mordechai se retirase del ejército y sumara a la política, convirtiéndose con el tiempo en el superior de Lipkin-Shahak.)
Lipkin-Shahak se retiró del ejército después de 36 años de servicio, en 1998, y fue sucedido por Shaul Mofaz.

## Carrera política
En 1999, Lipkin-Shahak se unió al nuevo  Partido de Centro, encabezado por Yitzhak Mordechai. En éste, fue elegido para la 15.ª Knéset, cuando Ehud Barak fue elegido como primer ministro en representación del Partido Laborista Israelí. Lipkin-Shahak formó parte del gobierno de Barak como Ministro de Turismo (1999), y más tarde también como Ministro de Transporte (2000, en reemplazo de Mordechai). Poco después abandonó su partido. Cuando Barak no fue reelegido para 2001 (perdiendo contra Ariel Sharón), Lipkin-Shahak renunció a la Knéset.
Era egresado de la Universidad de Tel Aviv.